# Клара Тавсон
Клара Тавсон (дан. Clara Tauson; 21. децембар 2002) данска је тенисерка.
Најбољи пласман на ВТА листи у појединачној конкуренцији јој је 96 место од 8. марта 2021. године. У каријери је освојила један турнир. Као јуниорка је освојила Аустралијан опен 2019. године. Игра за Фед куп репрезентацију Данске. Бивши тенисер Михаел Тавсон је њен стриц.

## ВТА финала

### Појединачно: 1 (1:0)
| Легенда             |
| ------------------- |
| Гренд слем (0:0)    |
| Првенство ВТА (0:0) |
| ВТА 1000 5 (0:0)    |
| ВТА 500 (0:0)       |
| ВТА 250 (1:0)       |

| Подлога     |
| ----------- |
| Бетон (1:0) |
| Трава (0:0) |
| Шљака (0:0) |
| Тепих (0:0) |

| Исход  | Година | Турнир | Категорија | Подлога | Противница        | Резултат |
| Победа | 2021   | Лион   | ВТА 250    | Бетон   | Викторија Голубић | 6:4, 6:1 |